# オリジン賞
オリジン賞（オリジンしょう、Origins Award）は、Academy of Adventure Gaming Arts and Designによって、オリジン・インターナショナル・ゲーム・エキスポ（以下「オリジン」）でゲーム業界における大きな功績を表彰する賞である。
元々は1978年にチャールズ・S・ロバーツ賞として「最優秀商業ゲーム」「最優秀アマチュアゲーム」「最優秀商業雑誌」「最優秀アマチュア雑誌」「アドベンチャーゲームの名誉の殿堂」に授与されていたものだったが、1987年に同賞がオリジンから独立して別の場で表彰されるようになった際にオリジン独自のものとなった。また、オリジンでは1977年から開始されたロールプレイングゲームとミニチュアゲームを対象にしたH・G・ウェルズ賞の授与も務めている。
最初の授与式では、ボードゲーム（旧来の形式、歴史題材、そしてアブストラクトゲームの3つのカテゴリ）、カードゲーム（旧来の形式とトレーディングカードゲーム）、ミニチュアウォーゲーム（歴史題材、サイエンスフィクション、ファンタジー）、ロールプレイングゲーム、プレイバイメールゲームのそれぞれのカテゴリについて表彰された。後に「グラフィックデザイン」、「ゲーム拡張キットおよびアクセサリ」、「ゲームに関連したフィクション」がカテゴリとして追加され、1980年代から1990年代にかけてはコンピュータゲームも表彰の対象となった。2003年からは、「バンガード・アウォード」として革新的なゲームに授与されるカテゴリが加わっている。